# Rivalitätsgrad
|                    | Rivalitätsgrad = 0             | Rivalitätsgrad = 1                              |
| ------------------ | ------------------------------ | ----------------------------------------------- |
| Exklusionsgrad = 0 | öffentliches Gut (z. B. Deich) | Allmendegut (z. B. überfüllte Innenstadtstraße) |
| Exklusionsgrad = 1 | Klubgut (z. B. Pay-TV)         | Privates Gut (z. B. Speiseeis)                  |

Der Rivalitätsgrad zeigt in der Volkswirtschaftslehre an, ob und inwieweit ein Nachfrager Rivalen bei einem bestimmten Gut, einer bestimmten Dienstleistung oder deren Nutzen hat. Korrespondierender Begriff ist der Exklusionsgrad.

## Allgemeines
Güter/Dienstleistungen können auch danach eingeteilt werden, ob es bei der Güternachfrage mehrere Nachfrager nach demselben Gut gibt, die um das Gut konkurrieren. Konkurrenten mit gegenseitiger Rivalität auf der Nachfragerseite sind mindestens zwei Nachfrager, die unabhängig voneinander ein konkretes Gut erwerben wollen. Dabei zeigt der Rivalitätsgrad an, ob es einen Nachfrager (Nutzer) beeinträchtigt, wenn ein anderer Nutzer dasselbe Gut konsumiert. Entsprechend gibt es rivale Güter und nicht-rivale Güter. Rivale Güter zeichnen sich dadurch aus, dass der Konsum eines Gutes durch einen Konsumenten den Konsum desselben Gutes durch einen anderen Konsumenten behindert oder sogar verhindert.

## Mathematische Darstellung
Der Rivalitätsgrad {\displaystyle r} ist die relative Änderung der Bereitstellungskosten für ein Gut {\displaystyle BK} bei einer relativen Änderung der Anzahl der Nutzer {\displaystyle n}:
{\displaystyle r={\frac {\Delta BK}{\Delta n}}\cdot {\frac {n}{BK}}}.
Rivalität liegt bei {\displaystyle r=1}, Nicht-Rivalität bei {\displaystyle r=0} vor. Nicht-rivale Güter sind dadurch gekennzeichnet, dass sich die Bereitstellungskosten durch steigende Nutzer- oder Nachfragerzahlen nicht ändern.

## Güterarten
Von Bedeutung ist der Rivalitätsgrad bei der Unterscheidung zwischen öffentlichen Gütern und Klubgütern einerseits und privaten Gütern und Allmendegütern andererseits.
Öffentliche Güter haben im Konsum keinen Rivalitätsgrad, die Bereitstellungs-Grenzkosten für einen weiteren Nutzer sind Null, gleichgültig, ob ein Nutzer zahlt oder nicht. Zu den typischen öffentlichen Gütern gehören der Frieden oder die Landesverteidigung. Wenn der Staat die Landesverteidigung übernimmt, sind alle Bürger gleichzeitig ohne jegliche Beeinträchtigung eines einzelnen Bürgers geschützt. Die Militärausgaben erhöhen sich nicht, wenn ein weiterer Bürger geschützt werden soll. Die Mitglieder eines Sportvereins oder einer Bücherei nutzen Klubgüter, auch das Internet gehört dazu. Die Mitglieder untereinander unterliegen als Nutzer keiner oder einer nur sehr geringen Rivalität, die Dienstleistung (Sport oder Bücher lesen) kann weitgehend unbeeinträchtigt von anderen Nutzern in Anspruch genommen werden. Sehr deutlich kommt dies bei digitalen Gütern (wie E-Books) zum Ausdruck.
Einen hohen Rivalitätsgrad gibt es bei privaten Gütern. Hierzu gehören alle Konsumgüter, bei denen die vorhandene Rivalität der Güternachfrager auf dem Gütermarkt durch den Preiswettbewerb entschieden wird. Ein bestimmter gekaufter Apfel kann nur vom Käufer verspeist werden, danach ist er nicht mehr für andere Käufer vorhanden. Typische Allmendegüter sind Straßen, die nur solange als Gemeingut von allen Verkehrsteilnehmern genutzt werden können, bis sie überfüllt sind und dadurch von weiteren Verkehrsteilnehmern nicht oder nur eingeschränkt (Verkehrsstau) genutzt werden können.
Dies zeigt, dass die Rivalität bzw. Nichtrivalität sehr situationsabhängig sein kann: Schaut man sich in der Kneipe ein Fußballspiel im Pay-TV an (ein typisches Klubgut), so wird der Konsum des Einzelnen mit jedem weiteren Kneipengast eingeschränkt. Ebenso erhöht sich die Konsumrivalität beim Atmen in einem stecken gebliebenen Fahrstuhl erheblich. Das Gut Autobahnbenutzung ist zunächst nicht rival, weil ein zweites Auto auf der Autobahn den einzelnen Fahrer nicht stört. Bei stark zunehmender Verkehrsdichte – insbesondere im Verkehrsstau – jedoch wird auch die Autobahnbenutzung rival.

## Wirtschaftliche Aspekte
Bei der Unterscheidung obiger Güterarten ist zusätzlich noch das Kriterium der Ausschließbarkeit durch den Exklusionsgrad hinzuzuziehen. Dann ergibt sich die Einteilung nach obiger Tabelle. Auch in der Public-Choice-Theorie wird zwischen privaten und öffentlichen Gütern nach den Kriterien Rivalität und Ausschließbarkeit unterschieden.
Öffentliche Güter haben im Konsum keinen Rivalitätsgrad, die Grenzkosten eines weiteren Nutzers sind Null, gleichgültig, ob ein Nutzer zahlt oder nicht. Reines öffentliches Gut ist auch die Bildung, viele öffentliche Güter sind Bestandteil eines Netzwerks (Verkehrsnetz mit Verkehrsinfrastruktur, öffentlicher Verkehr). Allmendegüter sind unter anderem Brücken, Straßen, Klubgüter sind die Mitgliedschaft im Sportverein, die Bücherei oder das Internet. Private Güter haben einen Rivalitätsgrad, die Grenzkosten eines weiteren Nachfragers sind größer als Null, aber keinen Exklusionsgrad, da ein Ausschluss anderer Konsumenten möglich und nicht aufwendig ist.